# Френкиш-Крумбах
Френкиш-Крумбах (нем. Fränkisch-Crumbach) — община в Германии, в земле Гессен. Подчиняется административному округу Дармштадт. Входит в состав района Оденвальд.  Население составляет 3221 человек (на 31 декабря 2010 года). Занимает площадь 16,1 км².